# Center for Near Earth Object Studies
Le Center for Near Earth Object Studies (en français : « Centre d'étude des objets géocroiseurs »), généralement désigné par son acronyme CNEOS, a pour rôle de calculer les orbites des astéroïdes et des comètes qui coupent ou approchent l'orbite de la Terre (objet géocroiseur) et constituent une menace potentielle pour la Terre. Il relève du  bureau de coordination de la défense planétaire de l'agence spatiale civile américaine, la NASA  et est rattaché au Jet Propulsion Laboratory ,

## Missions
Les missions du CNEOS sont les suivantes :
- À partir des caractéristiques des objets géocroiseurs fournis par le Centre des planètes mineures qui centralise les observations effectuées par les observatoires du monde entier, le CNEOS calcule les orbites futures sur 100 ans de tous les objets géocroiseurs. Ces calculs sont réactualisés quotidiennement à chaque actualisation des observations. Le portail du centre ainsi qu'une interface utilise (API)  restitue les survols, les risques d'impact, les statistiques des découvertes des géocroiseurs.
- Si le CNEOS détermine qu'un astéroïde pourrait percuter la Terre, il fournit la date/heure, la localisation et la géométrie de l'impact (angle d'incidence,...).
- Le CNEOS définit des scénarios d'impact qui sont utilisés lors de sessions de travail internationales portant sur la défense planétaire pour effectuer des exercices de simulation.
- le CNEOS met à disposition une application (NEO Deflection App) qui permet de déterminer dans quelles conditions la trajectoire d'un géocroiseur peut être déviée par un impacteur (masse et vitesse de ce dernier, date de l'impact, changement de vitesse obtenu,...)[2].

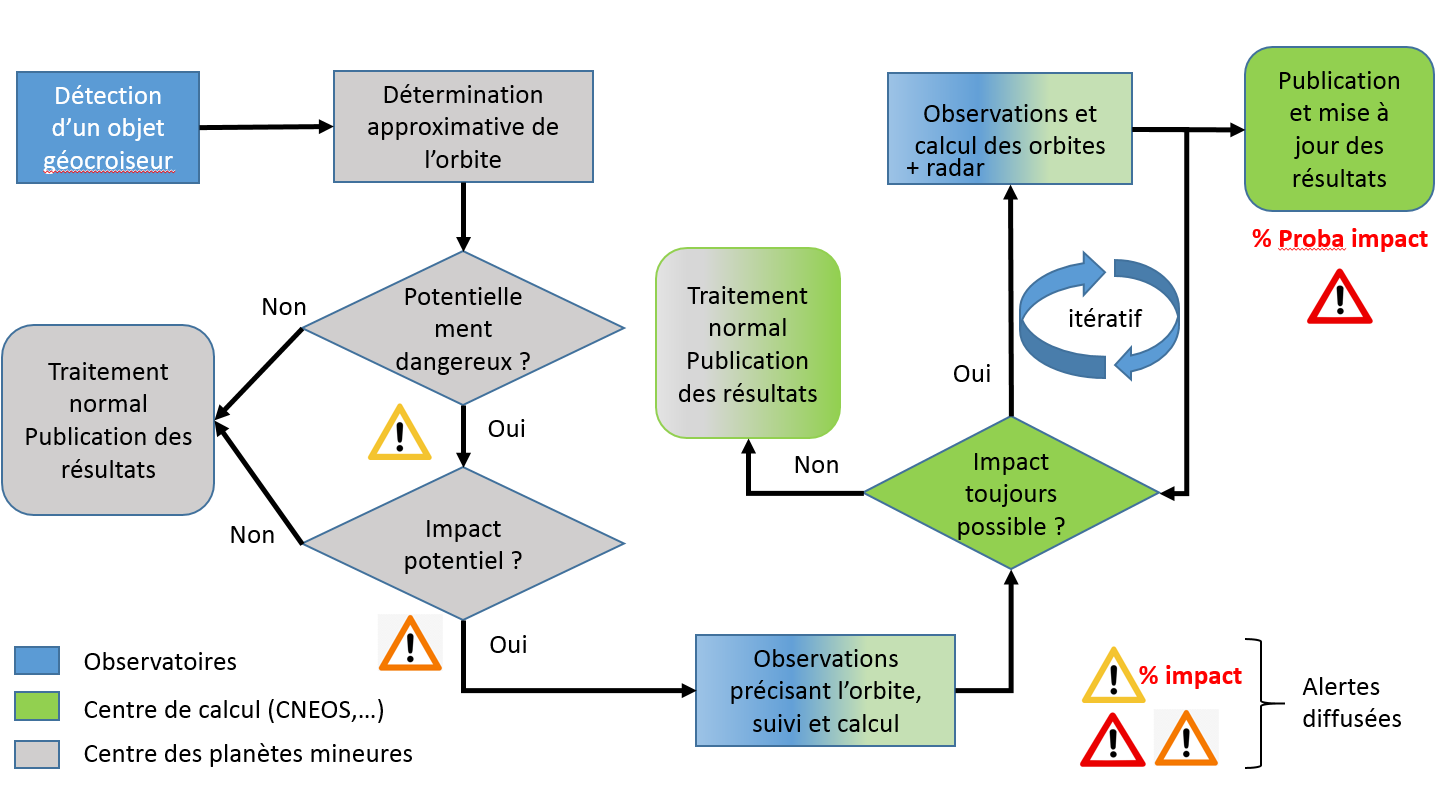
Processus de détection des géocroiseurs, d'évaluation des risques et de déclenchement des alertes.

## Moyens
Le calcul des trajectoires des objets géocroiseurs est réalisée par l'application Sentry développée par le Jet Propulsion Laboratory. Les orbites futures calculées comportent des incertitudes liées à l'imprécision  des observations sur lesquelles elles se basent (cette imprécision est toujours non nulle mais elle est d'autant plus faible que le nombre d'observations est important). La position prédite de l'astéroïde à un instant donné dans le futur s'inscrit dans un volume d'espace ayant la forme d'un ellipsoïde (l'incertitude la plus forte est la position le long de la trajectoire) dont le volume tend à s'accroitre avec le temps. Le calcul  prend en compte les différentes sources de perturbation (influences des autres corps célestes, ...).  Le résultat est analysé pour déterminer la probabilité d'un impact avec la Terre sur les 100 ans à venir.
Le CNEOS utilise l'application Scout pour calculer les orbites futures des objets géocroiseurs nouvellement découverts avant même que leur existence soit confirmée par de nouvelles observations.